# Uroptychus bouvieri
Uroptychus bouvieri is een tienpotigensoort uit de familie van de Chirostylidae. De wetenschappelijke naam van de soort is voor het eerst geldig gepubliceerd in 1896 door Caullery.